# 이용수 (바둑 기사)
이용수(李勇秀, 1983년 10월 29일 ~ )는 대한민국의 바둑 기사이다.

## 약력
1998년 입단했으며 1999년 제4기 LG정유배 본선에 진출했다. 2000년 2단으로 승단하고 제5회 LG정유배와 제10기 신인왕전 본선, 제5회 삼성화재배 본선에 진출했다. 2005년 제5기 오스람코리아배 신예연승최강전 본선에 진출했으며, 2007년 제35기 강원랜드배 명인전 예선을 통과했다. 2009년 6단을 거쳐 2013년 4월에 7단으로 승단하였다. 2017년 8단으로 승단했다.